# بيورن بنغتسون
بيورن بنغتسون (بالسويدية: Björn Bengtsson)‏ (و. 1973 – م) هو ممثل، من السويد، ولد في مالمو.

## وصلات خارجية
- بيورن بنغتسون على موقع IMDb (الإنجليزية)
- بيورن بنغتسون على موقع ألو سيني (الفرنسية)
- بيورن بنغتسون على موقع قاعدة بيانات الأفلام السويدية (السويدية)
- بيورن بنغتسون على موقع قاعدة بيانات الفيلم (الإنجليزية)
- بيورن بنغتسون على موقع كينوبويسك (الروسية)